# V522 Андромеды
V522 Андромеды (лат. V522 Andromedae) — двойная затменная переменная звезда типа Алголя (EA) в созвездии Андромеды на расстоянии приблизительно 3568 световых лет (около 1094 парсеков) от Солнца. Видимая звёздная величина звезды — от +13,94m до +13,34m. Орбитальный период — около 7,553 суток.

## Характеристики
Первый компонент — жёлто-белая звезда спектрального класса F5. Радиус — около 1,86 солнечного, светимость — около 4,175 солнечных. Эффективная температура — около 6056 K.